# Sóstói Stadion
Sóstói Stadion – nieistniejący już wielofunkcyjny stadion sportowy znajdujący się w Székesfehérvárze na Węgrzech, na którym swoje mecze rozgrywała piłkarska drużyna Videoton FC. W latach 2016–2018 w jego miejscu wybudowano nowy stadion piłkarski (MOL Aréna Sóstó).

## Historia
Pierwszym stadionem Vadásztölténygyári SK był stadion przy Berenyi utca, zbudowany w latach 1941–1943. Po II wojnie światowej klub rozgrywał na nim swoje mecze do 1967 roku.
Na nowy stadion zespół przenosił się trzy razy. Po raz pierwszy pod nazwą FDSE grał na nim w latach 1948–1950, po raz drugi w latach 1959–1962, gdy VT Vasas stał się właścicielem gruntów, a po raz trzeci od roku 1967. W latach 1963–1967 odbudowano stadion, a pierwszy mecz na nowym obiekcie odbył się 30 września 1967 roku, gdy VT Vasas przegrał 2:3 z Rot-Weiß Erfurt. Pierwszą bramkę na tym stadionie strzelił z rzutu wolnego Ferenc Bognár.
W latach 70. zmodernizowano stadion: w 1975 roku zwiększono liczbę miejsc stojących, a w roku 1978 zainstalowano sztuczne oświetlenie. Ostatnia poważna modernizacja obiektu w epoce socjalizmu miała miejsce w 1982 roku.
W sezonie 1984/1985 Videoton dotarł do finału Pucharu UEFA. Pierwsze spotkanie finałowego dwumeczu rozegrano 8 maja 1985 roku na Sóstói Stadion przy udziale 40 000 widzów. Gospodarze ulegli jednak Realowi Madryt 0:3. W rewanżu 22 maja na Estadio Santiago Bernabéu Węgrzy wygrali 1:0, ale Puchar zdobyli piłkarze z Madrytu.
W 2002 roku zburzono trybunę główną, a nową zbudowano w 2004 roku. Dokonano także innych modernizacji. W 2010 roku zwiększono liczbę miejsc na stadionie.
Ostatni mecz na stadionie odbył się w grudniu 2015 roku. Następnie miała rozpocząć się modernizacja obiektu, ale ostatecznie zdecydowano się na rozbiórkę i budowę w jego miejscu od podstaw zupełnie nowej areny. Videoton tymczasowo przeniósł się na Pancho Arénę w Felcsúcie. Nowy stadion otwarto 21 listopada 2018 roku.
W okresie użytkowania stadionu Videoton FC dwukrotnie (w latach 2011 i 2015) zdobywał tytuł mistrza kraju. W 2006 roku klub wygrał również Puchar Węgier, w latach 2008, 2009 i 2012 Puchar Ligi, a w latach 2011 i 2012 Superpuchar.
W latach 1974–2010 na stadionie sześć spotkań rozegrała piłkarska reprezentacja Węgier. Na obiekcie rozgrywano też m.in. finały piłkarskiego Pucharu Węgier (w latach 1984, 1987 i 2005).